# Deux-Jumeaux
Deux-Jumeaux är en kommun i departementet Calvados i regionen Normandie i norra Frankrike. Kommunen ligger i kantonen Isigny-sur-Mer som ligger i arrondissementet Bayeux. År 2022 hade Deux-Jumeaux 56 invånare.

## Befolkningsutveckling
Antalet invånare i kommunen Deux-Jumeaux
Referens: INSEE